# Vigiles

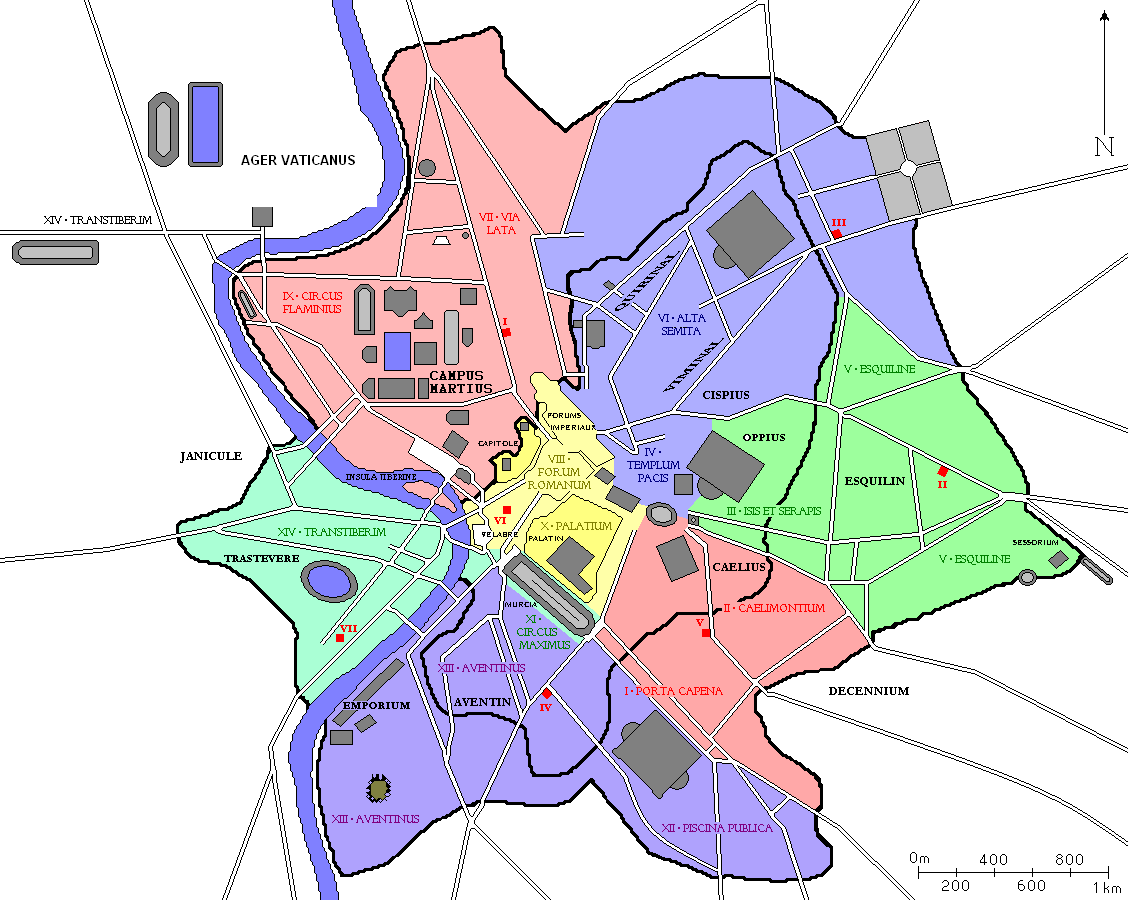
Det antika Roms sju kohortkaserner (i rött) med respektive ansvarsområden.

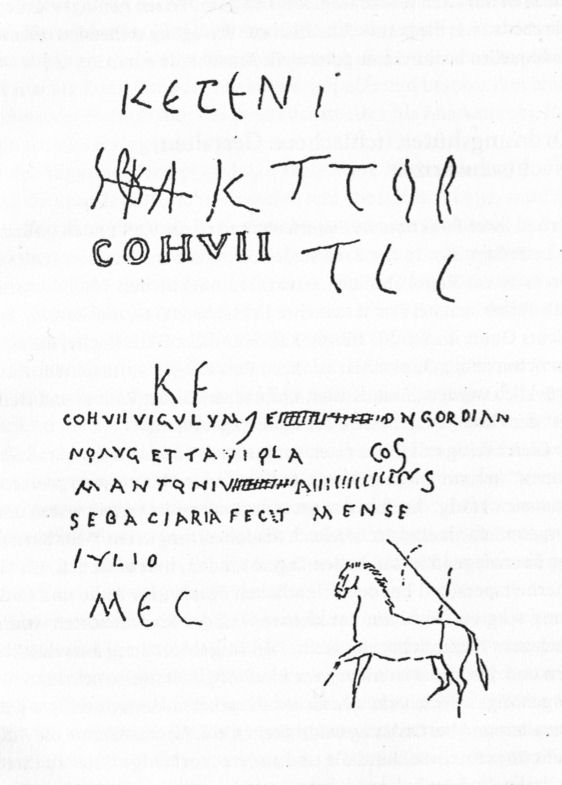
Graffiti påträffad i sjunde vigil-distriktet i Trastevere.

Vigiles (pluralis av latin vigil, ”väktare”, ”vaktpost”) var brandmännen och poliserna i antikens Rom. Vigiles inrättades år 6 e.Kr. av kejsar Augustus i sju kohorter (distrikt) med ansvar för vardera två regioner. Väktarna var förlagda i sju kaserner, benämnda stationes eller Cohortium Vigilum Stationes, och fjorton mindre garnisoner, benämnda excubitoria.

## Indelning
| Kohort | Kasernens plats           | Ansvarsområden |
| ------ | ------------------------- | -------------- |
| I      | Regio VII Via Lata        | VII e IX       |
| II     | Regio V Esquiliae         | III e V        |
| III    | Regio VI Alta Semita      | IV e VI        |
| IIII   | Regio XII Piscina Publica | XII e XIII     |
| V      | Regio II Caelimontium     | I e II         |
| VI     | Regio VIII Forum Romanum  | VIII e X       |
| VII    | Regio XIV Transtiberim    | XI e XIV       |